# Werner von Hartmann
Werner Anton Carl Ignatz von Hartmann (* 8. Mai 1805 in Münster; † 9. Januar 1866 in Habelschwerdt) war ein deutscher Jurist und Politiker.

## Leben

### Werdegang
Werner von Hartmann aus dem Adelsgeschlecht Hartmann besuchte das Gymnasium in Paderborn und studierte dann Rechtswissenschaften in Bonn und Berlin. Während seines Studiums wurde er im Wintersemester 1828/29 Mitglied der Alten Bonner Burschenschaft Germania, angeblich als Kommentbursche; diese Mitgliedschaft leugnete er 1835 in einer Vernehmung, weshalb es nicht zu einem Verfahren kam. Nach seinem Examen wurde er 1831 Auskultator und 1833 Referendar beim Oberlandesgericht Paderborn. 1835 wurde er Oberlandesgerichtsassessor und Hilfsarbeiter im Justizamt Belecke und 1837 in Rüthen. 1839 war er in der Generalkommission des westfälischen Innenministeriums in Münster tätig. Er wurde Stadtrichter in Bergen, Insterburg und Schneidemühl. 1840 wurde er Richter am Land- und Stadtgericht Habelschwerdt, an dem er 1850 zum Kreisgerichtsdirektor ernannt wurde. 1862 wurde er im Wahlkreis 6 (Breslau 8) Abgeordneter im Preußischen Abgeordnetenhaus, wo er der Fraktion Rechte/Grabow angehörte.

### Familie
Werner von Hartmann wurde als Sohn des Josef von Hartmann (1780–1859), späterer Landrat im Landkreis Büren, geboren. Sein Onkel war Albert von Hartmann (1805–1865), Abgeordneter der Frankfurter Nationalversammlung.

## Ehrungen
- Roter Adlerorden, 4. Klasse